# Tyssedal

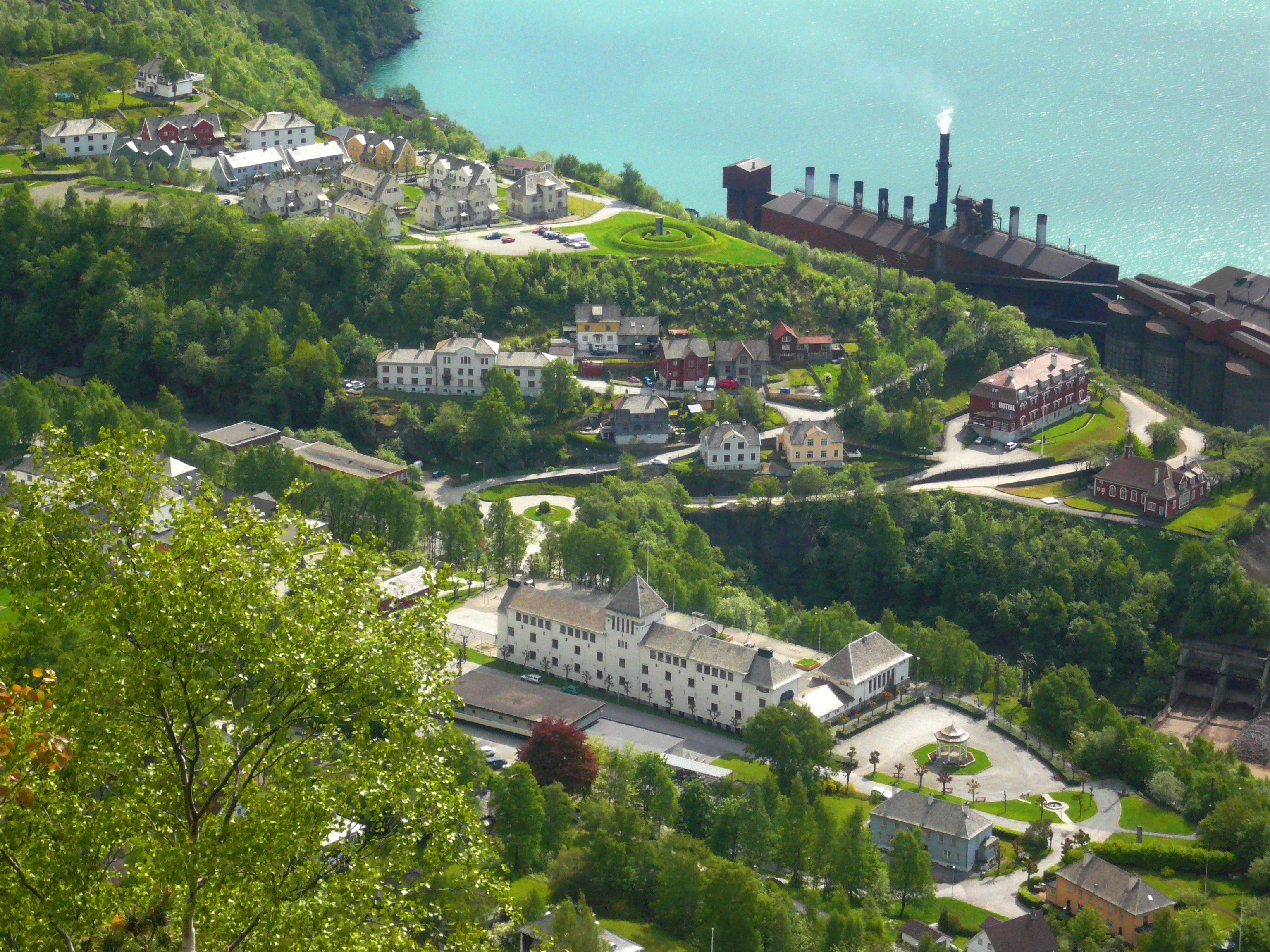
Tyssedal

Tyssedal ist ein Ort in der westnorwegischen Kommune Ullensvang in Vestland mit 601 Einwohnern (Stand: Januar 2019). Es liegt zwischen Fjorden und Bergen am Rande der Hardangervidda. 
Bis in die 1980er Jahre war hier der größte Arbeitgeber eine Aluminiumhütte. Dem ging der Bau des Wasserkraftwerks Tysso I in der Zeit 1906–1918 samt Standseilbahn (1911) voraus. Der Architekt war Thorvald Astrup (1876–1940).
Die Vielzahl der Gastarbeiter, ein Drittel aus West-Norwegen, ein Drittel aus Ost-Norwegen und der Rest aus anderen Teilen des Landes, hatte die Entwicklung eines neuen Dialekts zur Folge, mit dem sich der Forscher Paul Kerswill intensiv auseinandersetzte.  
Heute lädt die Via Ferrata zu sportlicher Betätigung ein.